# Secret World Live (film)
Secret World Live est un film d'un concert de Peter Gabriel datant de 1993. Ce concert faisait partie de sa tournée Secret World Live pour supporter son sixième album solo, Us.  La performance se déroule sur deux "stages" : un carré et un circulaire, reliés par un convoyeur. Le film a été publié aux formats VHS, LaserDisc et DVD. Un album live portant le même titre avec les mêmes chansons existe également.
Le film a reçu un Grammy Awards du meilleur film musical 1996.
Le film a été remastérisé et sort en DVD et en Blu-ray le 2 juillet 2012. La nouvelle version contient la chanson Red Rain qui n'était pas présente sur les versions précédentes.

## Musiciens
- Peter Gabriel : chant, orgue, piano, synthétiseur
- Paula Cole : chant, chœur
- Manu Katché : batterie
- David Rhodes : guitare électrique
- Tony Levin : guitare basse
- Jean-Claude Naimro : clavier

## Titres
1. Come Talk to Me 6:13
2. Steam 7:45
3. Across the River 5:57
4. Slow Marimbas 1:44
5. Shaking the Tree 9:13
6. Blood of Eden 6:57
7. San Jacinto 8:22
8. Kiss That Frog 5:58
9. Washing of the Water 4:07
10. Solsbury Hill 4:46
11. Digging in the Dirt 7:41
12. Sledgehammer  5:00
13. Secret World 9:06
14. Don't Give Up 7:37
15. In Your Eyes 10:02